# Detroit Rock City (Soundtrack)
Detroit Rock City ist der Titel eines Kompilationsalbums, das die Musik zum 1999 erschienenen gleichnamigen Film enthält.

## Hintergrund
Die Idee zu diesem Film geht zurück auf das Jahr 1995, als Carl Dupré begann, an einem Drehbuch zu arbeiten. In der behandelten Geschichte ging es um vier junge Männer, die versuchen, Eintrittskarten für ein ausverkauftes Kiss-Konzert zu bekommen. Barry Levine stellte Gene Simmons das Dupré-Script vor, Simmons gewann den Chef von New Line Cinema, Mike DeLuca, für die Idee, und die Firma stellte 15 Millionen US-Dollar für die Produktion zur Verfügung.
Da der Film eine Konzertszene mit Kiss vorsah, nahm die Band, zu dieser Zeit bestehend aus Gene Simmons, Paul Stanley, Ace Frehley und Peter Criss, das namensgebende Lied Detroit Rock City in einem kleinen Studio neu auf. Der so entstandene Titel entsprach strukturell weitestgehend der Originalversion von 1976, erschien klanglich jedoch schwerer und donnernder als das Original. Weil der Song durch die Liveaufnahme (alle Musiker spielten während der Aufzeichnung zusammen in einem Raum) einen eher rauen Charakter bekommen hatte, wurde er für die Veröffentlichung auf dem Soundtrack-Album durch die Originalfassung ersetzt. Die neu aufgenommene Version (Detroit Rock City ’98) wurde ausschließlich im Film genutzt, die klanglichen Änderungen gegenüber dem Original kommen dabei durch die Nebengeräusche der Konzertatmosphäre nicht zur Geltung. Die Band stellte neben dem Titelsong auch das Lied Shout it out Loud für den Soundtrack zur Verfügung, zusätzlich nahm Paul Stanley mithilfe von Bruce Kulick (Bass) und Steve Ferrone (Schlagzeug) sowie einem 30-köpfigen Orchester das von Diane Warren geschriebene Lied Nothing can Keep Me From You auf, das auf dem Album ebenfalls als Kiss-Song erschien.
Der Titel Surrender wurde für den Film von Cheap Trick neu aufgenommen, die Verwendung dieser Neufassung jedoch wieder verworfen, stattdessen erschien die bekannte Live-Fassung des Liedes auf dem Album. Surrender ’99 wurde später von Cheap Trick als kostenloser Download über die Website der Band veröffentlicht.
Daneben wurden zahlreiche bekannte Rocksongs der 1970er Jahre für das Album verwendet, entweder in der jeweiligen Originalfassung oder als Coverversion von zur Zeit der Veröffentlichung prominenter Künstler. So nahmen Marilyn Manson, Everclear, The Donnas und Pantera Lieder von AC/DC, Thin Lizzy, Kiss und Ted Nugent auf, David Bowie, The Runaways, Van Halen, Black Sabbath, The Sweet und Thin Lizzy waren neben Kiss und Cheap Trick mit eigenen Stücken vertreten.
Der Soundtrack wurde am 3. August 1999 veröffentlicht, als erste Single wurde Everclears Coverversion von The Boys are Back in Town ausgekoppelt.

## Titelliste
| Nr.          | Titel                        | Autor(en)                        | Interpret      | Länge |
| ------------ | ---------------------------- | -------------------------------- | -------------- | ----- |
| 1.           | The Boys are Back in Town    | Lynott                           | Everclear      | 4:06  |
| 2.           | Shout it out Loud            | Stanley, Simmons, Ezrin          | Kiss           | 2:47  |
| 3.           | Runnin’ With the Devil       | A. & E. van Halen, Roth, Anthony | Van Halen      | 3:34  |
| 4.           | Cat Scratch Fever            | Nugent                           | Pantera        | 3:48  |
| 5.           | Iron Man                     | Iommi, Osbourne, Butler, Ward    | Black Sabbath  | 5:54  |
| 6.           | Highway to Hell              | M. Young, A. Young, Scott        | Marilyn Manson | 3:47  |
| 7.           | 20th Century Box             | Bolan                            | Drain STH      | 4:29  |
| 8.           | Detroit Rock City            | Stanley, Ezrin                   | Kiss           | 3:36  |
| 9.           | Jailbreak                    | Lynott                           | Thin Lizzy     | 4:00  |
| 10.          | Surrender (Live)             | Nielsen                          | Cheap Trick    | 4:22  |
| 11.          | Rebel Rebel                  | Bowie                            | David Bowie    | 4:25  |
| 12.          | Strutter                     | Stanley, Simmons                 | The Donnas     | 2:57  |
| 13.          | School Days                  | Jett, Fowley                     | The Runaways   | 2:52  |
| 14.          | Little Willie                | Chinn, Chapman                   | The Sweet      | 3:11  |
| 15.          | Nothing can Keep Me From You | Warren                           | Kiss           | 4:04  |
| Gesamtlänge: | Gesamtlänge:                 | Gesamtlänge:                     | Gesamtlänge:   | 57:46 |